# Mount Minto, Antarktis
Mount Minto är ett berg i Antarktis. Det ligger i Östantarktis. Nya Zeeland gör anspråk på området. Toppen på Mount Minto är 4 165 meter över havet. Mount Minto ingår i Admiralty Mountains och är det högsta berget i bergskedjan.